# Montserrat Carreras García
Montserrat Carreras García (Girona, 1969) és una política catalana, que fou batllessa de Cunit. Llicenciada en geografia i història va començar a viure a Cunit amb 9 mesos d'edat. Vinculada a diverses entitats del poble, va ser elegida regidora de l'ajuntament l'any 1997 i batllessa l'any 2011.
Va impulsar el Congres Anual de noves  tecnologies, LocalTIC Cunit a les edicions de 2016, 2017, 2018 i 2019.